# Autumn Classic International 2018
Autumn Classic International 2018 – piąte zawody łyżwiarstwa figurowego z cyklu Challenger Series 2018/2019. Zawody rozgrywano od 20 do 22 września 2018 roku w hali Sixteen Mile Sports Complex w Oakville.
W konkurencji solistów zwyciężył mistrz olimpijski 2018 z Pjongczangu Japończyk Yuzuru Hanyū, zaś w konkurencji solistek Amerykanka Bradie Tennell. W parach sportowych zwyciężyli Francuzi Vanessa James i Morgan Ciprès. W parach tanecznych triumfowali reprezentanci gospodarzy Kaitlyn Weaver i Andrew Poje.

## Wyniki

### Soliści

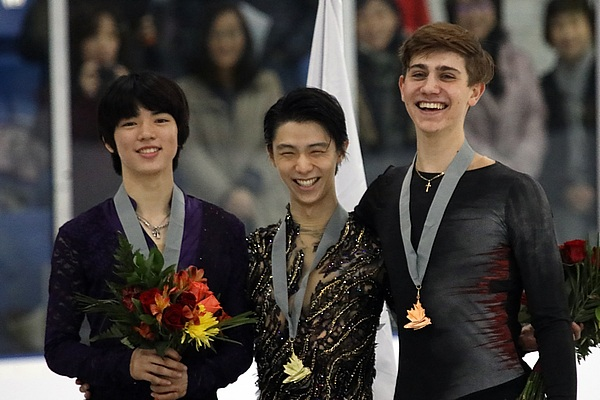
Medaliści w konkurencji solistów, od lewej Cha (KOR), Hanyū (JPN), Sadovsky (CAN)

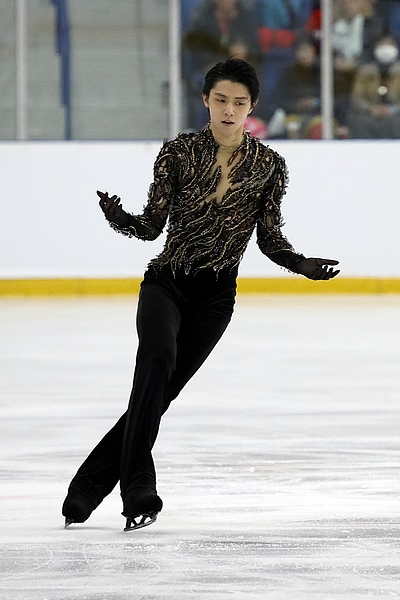
Program dowolny Hanyū (JPN)

| Poz. | Zawodnik              | Nota łączna | SP  | SP    | FS  | FS     |
| ---- | --------------------- | ----------- | --- | ----- | --- | ------ |
| 1    | Yuzuru Hanyū          | 263,65      | 1   | 97,74 | 2   | 165,91 |
| 2    | Cha Jun-hwan          | 259,78      | 2   | 90,56 | 1   | 169,22 |
| 3    | Roman Sadovsky        | 233,86      | 4   | 78,14 | 4   | 155,72 |
| 4    | Jason Brown           | 233,43      | 3   | 88,90 | 5   | 144,33 |
| 5    | Kévin Aymoz           | 227,12      | 8   | 64,19 | 3   | 162,93 |
| 6    | Bennet Toman          | 208,19      | 7   | 67,58 | 6   | 140,61 |
| 7    | Julian Zhi Jie Yee    | 201,29      | 5   | 74,86 | 8   | 126,43 |
| 8    | Kevin Reynolds        | 198,83      | 6   | 68,37 | 7   | 130,46 |
| 9    | Mark Gorodnitsky      | 187,06      | 9   | 63,10 | 9   | 123,96 |
| 10   | Andrew Dodds          | 161,99      | 11  | 52,96 | 10  | 109,03 |
| 11   | Conor Stakelum        | 153,90      | 10  | 54,71 | 11  | 99,19  |
| 12   | Harry Mattick         | 146,25      | 12  | 50,99 | 12  | 95,26  |
| 13   | Adonis Wai Chung Wong | 140,70      | 14  | 47,29 | 13  | 93,71  |
| 14   | Yamato Rowe           | 137,17      | 16  | 45,85 | 14  | 91,32  |
| 15   | Jordan Dodds          | 135,08      | 15  | 46,49 | 15  | 88,59  |
| 16   | Chadwick Wang         | 127,99      | 17  | 40,99 | 16  | 87,00  |
| 17   | Samuel McAllister     | 126,31      | 13  | 47,89 | 17  | 78,42  |
| 18   | Diego Saldana         | 105,86      | 18  | 37,17 | 18  | 68,69  |
| WD   | Donovan Carrillo      | DNS         | DNS | DNS   | DNS | DNS    |

### Solistki

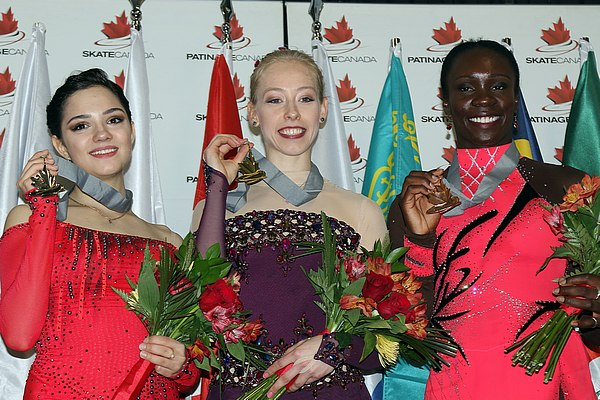
Medalistki w konkurencji solistek, od lewej Miedwiediewa (RUS), Tennell (USA), Méité (FRA)

| Poz. | Zawodniczka             | Nota łączna | SP  | SP    | FS  | FS     |
| ---- | ----------------------- | ----------- | --- | ----- | --- | ------ |
| 1    | Bradie Tennell          | 206,41      | 2   | 69,26 | 1   | 137,15 |
| 2    | Jewgienija Miedwiediewa | 204,89      | 1   | 70,98 | 2   | 133,91 |
| 3    | Maé-Bérénice Méité      | 178,89      | 3   | 58,23 | 3   | 120,66 |
| 4    | Kailani Craine          | 167,84      | 6   | 56,20 | 4   | 111,64 |
| 5    | Wakaba Higuchi          | 167,01      | 4   | 57,54 | 5   | 109,47 |
| 6    | Alicia Pineault         | 159,70      | 9   | 53,47 | 6   | 107,23 |
| 7    | Starr Andrews           | 159,63      | 5   | 56,70 | 7   | 102,93 |
| 8    | Alexia Paganini         | 157,82      | 7   | 56,07 | 8   | 101,75 |
| 9    | Yura Matsuda            | 143,02      | 12  | 47,75 | 9   | 95,27  |
| 10   | Brooklee Han            | 130,44      | 8   | 54,05 | 12  | 76,39  |
| 11   | Andrea Montesinos Cantu | 128,15      | 15  | 43,25 | 10  | 84,90  |
| 12   | Eliška Březinová        | 128,08      | 10  | 51,26 | 13  | 76,19  |
| 13   | Josefin Taljegard       | 127,96      | 13  | 47,32 | 11  | 80,64  |
| 14   | Niki Wories             | 116,00      | 11  | 48,86 | 16  | 67,84  |
| 15   | Netta Schreiber         | 114,90      | 16  | 41,86 | 15  | 73,04  |
| 16   | Sofia del Rio           | 109,40      | 14  | 43,86 | 18  | 65,54  |
| 17   | Lee Eun-seo             | 103,77      | 19  | 30,06 | 14  | 73,71  |
| 18   | Brooke Tamepo           | 96,69       | 18  | 30,61 | 17  | 66,08  |
| 19   | Anastassiya Khvan       | 93,63       | 17  | 33,66 | 19  | 59,97  |
| 20   | Sarah Isabella Bardua   | 82,02       | 22  | 25,41 | 20  | 56,62  |
| 21   | Eva Dögg Sæmundsdóttir  | 79,87       | 20  | 28,82 | 22  | 51,05  |
| 22   | Julia Gretarsdottir     | 79,62       | 21  | 26,69 | 21  | 52,93  |
| WD   | Amanda Stan             | DNS         | DNS | DNS   | DNS | DNS    |

### Pary sportowe

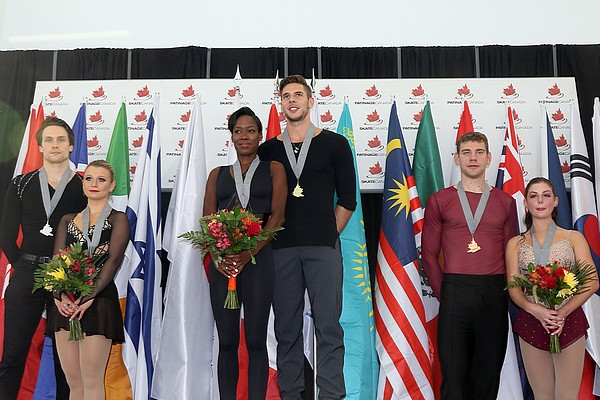
Medaliści w parach sportowych, od lewej Moore-Towers / Marinaro (CAN), James / Ciprès (FRA), Denney / Frazier (USA)

| Poz. | Zawodnicy                               | Nota łączna | SP | SP    | FS | FS     |
| ---- | --------------------------------------- | ----------- | -- | ----- | -- | ------ |
| 1    | Vanessa James / Morgan Ciprès           | 210,21      | 1  | 73,81 | 1  | 136,40 |
| 2    | Kirsten Moore-Towers / Michael Marinaro | 176,32      | 2  | 64,73 | 2  | 111,59 |
| 3    | Haven Denney / Brandon Frazier          | 164,43      | 3  | 61,91 | 3  | 102,52 |
| 4    | Jessica Calalang / Brian Johnson        | 150,63      | 4  | 50,25 | 4  | 100,38 |
| 5    | Lori-Ann Matte / Thierry Ferland        | 121,44      | 5  | 46,66 | 5  | 74,78  |

### Pary taneczne

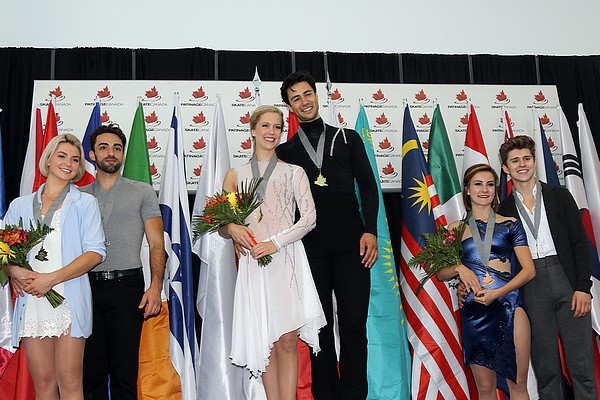
Medaliści w parach tanecznych, od lewej: Smart / Díaz (ESP), Weaver / Poje (CAN), Soucisse / Firus (CAN)

| Poz. | Zawodnicy                           | Nota łączna | RD | RD    | FD | FD     |
| ---- | ----------------------------------- | ----------- | -- | ----- | -- | ------ |
| 1    | Kaitlyn Weaver / Andrew Poje        | 197,27      | 1  | 76,53 | 1  | 120,74 |
| 2    | Olivia Smart / Adrián Díaz          | 171,41      | 2  | 67,35 | 2  | 104,06 |
| 3    | Carolane Soucisse / Shane Firus     | 166,24      | 3  | 65,38 | 4  | 100,86 |
| 4    | Wang Shiyue / Liu Xinyu             | 165,06      | 4  | 63,57 | 3  | 101,49 |
| 5    | Chen Hong / Sun Zhuoming            | 148,74      | 5  | 56,87 | 5  | 91,87  |
| 6    | Molly Lanaghan / Dmitre Razgulajevs | 138,97      | 6  | 53,01 | 6  | 85,96  |
| 7    | Teodora Markowa / Simon Daze        | 106,13      | 7  | 43,26 | 7  | 62,87  |